# ブリジット・ニールセン
ブリジット・ニールセン（Brigitte Nielsen、1963年7月15日 - ）は、デンマーク出身のモデル、女優。本名ギッテ・ニールセン（Gitte Nielsen）。

## 人物
長身で、均衡の取れた肉体、そして美貌を擁してハリウッド映画では戦うヒロインや強面な女傑などを演じた。

## キャリア
10代の頃からカバーガールとして活躍。自慢の体型とルックスでトップモデルとして君臨した。1980年代にはグレッグ・ゴーマンやヘルムート・ニュートンの被写体にもなった。彼女に目を留めたのがディノ・デ・ラウレンティスであり、それまでの女優像にない個性を確信したラウレンティスは女優への転向を彼女に勧める。20歳を過ぎて、オーディションを受けた彼女であったが、結果は満場一致の合格。こうしてヒロインに抜擢された作品こそ、アーノルド・シュワルツェネッガーが屈強の勇者コナンを演じたシリーズの姉妹篇『レッドソニア』であった。
当時、『ターミネーター』などでヒット作に恵まれつつあったシュワルツェネッガーに注目が集まり、ビデオタイトルも『アーノルド・シュワルツェネッガーのキング・オブ・アマゾネス』となっていたが、本来の主演はニールセンである。こうして、女優として新たな活路を見出す事になった彼女は、『レッドソニア』撮影終了後にニューヨークへ渡るが、その移動中に一緒になったのがシルヴェスター・スタローンであった。『レッドソニア』ではゴールデンラズベリー賞ワースト主演女優賞と新人賞をノミネートされ、新人賞を受賞。
スタローンとも親交を深めたニールセンは、彼の代表作とも言える『ロッキー』シリーズの4作目『ロッキー4/炎の友情』に出演。女優への転向は幸運な滑り出しとなり、更に翌年1985年、スタローンと結婚した。1986年『コブラ』で夫婦共演。殺しの現場を目撃してしまったことで命を狙われることになり、凄腕刑事に守られるヒロイン役を演じていた。1987年には一転してスタイリッシュな雰囲気を生かして『ビバリーヒルズ・コップ2』ではエディ・マーフィ扮する主人公に最後まで立ちはだかる黒幕をパワフルに演じた。しかしスタローンとは1987年に離婚。後に『ビバリーヒルズ・コップ2』の監督のトニー・スコットとの浮気を告白している。
1984年に最初の夫の間に長男が、1989年に当時のフィアンセとの間に次男が生まれている。
80年代末から女優としてのキャリアは徐々に低迷し、90年代から00年頃は日本ではビデオスルーのB級映画作品への出演が多かった。
2004年にはリアリティ番組The MoleやThe Surreal Lifeなどに出演。また2008年には『セレブリティ・リハブ』に出演するなど、リアリティ番組への出演が多くなっている。デンマークやドイツのリアリティ番組にも出演している。
2007年にはアルコール依存症のためにリハビリセンターに入所した。
2018年6月22日、第5子が誕生。第5子の妊娠が発覚した際は既に54歳であったため、高齢妊娠と話題となった。同年「ロッキー４」と同じ、ルドミラ・ドラゴ役で「クリード 炎の宿敵」に出演。

## 主な出演作品
| 公開年 | 邦題 原題                                     | 役名                    | 備考       |
| ------ | --------------------------------------------- | ----------------------- | ---------- |
| 1985   | レッドソニア Red Sonja                        | レッドソニア            |            |
| 1985   | ロッキー4/炎の友情 Rocky IV                   | ルドミラ・ドラゴ        |            |
| 1986   | コブラ Cobra                                  | イングリッド            |            |
| 1987   | ビバリーヒルズ・コップ2 Beverly Hills Cop II  | カーラ・フライ          |            |
| 1988   | バイ・バイ・ベイビー Bye Bye Baby             | リサ                    |            |
| 1988   | ブリジット・ニールセンのドミノという女 Domino | ドミノ                  |            |
| 1989   | サイキック・ハンター Murder on the Moon       | マギー                  | テレビ映画 |
| 1992   | デビルコール/魔界からの誘惑 976-Evil II       | アグネス                |            |
| 1992   | アンダーカバー/炎の復讐 Mission of Justice    | レイチェル・K・ラーキン |            |
| 1993   | チェーン・ヒート2 Chained Heat II             | マグダ                  |            |
| 1994   | ザ・サイレンサー MAGNUM357 Codename: Silencer | シビル                  |            |
| 1995   | スタークリスタル Galaxis                      | ラデラ                  |            |
| 1996   | スノーボード・アカデミー Snowboard Academy    | ミミ                    |            |
| 2000   | ネイビー・ストーム Hostile Environment        | ミンナ                  |            |
| 2000   | ドゥームズデイヤー Doomsdayer                 | エリザベス・ガスト      |            |
| 2014   | エクスペンダブル・レディズ Mercenaries        | ウルリーカ              |            |
| 2018   | クリード 炎の宿敵 Creed II                    | ルドミラ・ドラゴ        |            |

## 参照
1. ↑  Sunater//Dahir (2010年2月10日). “Brigitte Nielsen by Greg Gorman”.   Danskmagazine.com. 2011年7月8日時点のオリジナルよりアーカイブ。2011年6月18日閲覧。
2. ↑  February 8th 2010, Posted By anders In Fashion Theory (2010年2月8日). “Brigitte Nielsen by Helmut Newton”.   Danskmagazine.com. 2010年2月11日時点のオリジナルよりアーカイブ。2011年6月18日閲覧。
3. ↑  “A Rocky Marriage”. Entertainment Weekly (1997年12月12日). 2011年12月24日閲覧。
4. ↑  Kaufman, Joanne (1988年4月4日). “Gitte Finds Her Mark”. People. 2013年8月23日閲覧。
5. ↑  Susan Zannos, Male Fitness Stars of TV and the Movies: Featuring Profiles of Sylvester Stallone, John Travolta, Bruce Willis, and Wesley Snipes, Mitchell Lane Publishers, 2000, page 27
6. ↑  “Stallone Seeks a Serious Turn for the Better - Page 3 - New York Times”. Nytimes.com. (1997年8月10日) 2011年10月26日閲覧。
7. ↑  Stallone divorce stops Tabloid presses, Sarasota Herald Tribune – july 23, 1987
8. ↑  “Sylvester Stallone | Nielsen In Rehab”.   Contactmusic. 2011年10月26日閲覧。
9. ↑  “ブリジット・ニールセン、リハビリ施設に入院”. シネマトゥデイ. (2007年7月23日) 2013年8月23日閲覧。
10. ↑  “スタローン元妻ブリジット・ニールセン、54歳で第5子出産！ - 映画 Movie Walker”.  映画 Movie Walker (2018年6月27日). 2021年11月1日閲覧。
11. ↑  スタローンの元妻ブリジット、54歳にして5人目の子供を妊娠！ デイリースポーツ 2018.06.01（2020年2月23日閲覧）
12. ↑  “シルヴェスター・スタローン元妻ブリジット・ニールセン、54歳で妊娠！”.   MOVIE WALKER PRESS (2018年6月9日). 2022年3月31日閲覧。